# 天利煤厂旧址
天利煤厂旧址，位于北京市门头沟区三家店村中街73、75、77号院。

## 简介
三家店村是京西的重要煤炭集散地，历史上许多煤老板都在村中兴建豪宅。其中最有代表性的是殷家大院，又称天利煤厂大院。天利煤厂是经营200多年的老字号煤厂，由殷姓家族创建于清朝道光年间左右，清朝同治、光绪年间达到鼎盛。
天利煤厂旧址建于清朝咸丰年间，占地面积3508平方米，包括三组院落，共有房舍73间，大门14个，构成了一座大型四合院。院落的主体建筑及格局保留完好，还有十分精美的砖雕。此处从道光年间便为煤厂，为京西重要的煤炭集散地，是反映门头沟煤业发展历史的宝贵实物遗存。
天利煤厂旧址大门的砖雕上糊着黄泥，据说是文化大革命时为避免“破四旧”而糊，黄泥下面仍可看出砖雕的精美。